# Camil Domínguez
Camil Inmaculada Domínguez Martinez (ur. 7 grudnia 1991 w Santo Domingo) – dominikańska siatkarka, reprezentantka kraju, grająca na pozycji rozgrywającej. Od sezonu 2017/2018 występuje w drużynie Caribeñas Volleyball Club.

## Sukcesy klubowe
Mistrzostwo Dominikany:
- 2018[1]
- 2019

## Sukcesy reprezentacyjne
Mistrzostwa Świata Juniorek:
- 2009

Mistrzostwa Świata U-23:
- 2013

Igrzyska Panamerykańskie:
- 2019
- 2015

Mistrzostwa Ameryki Północnej, Środkowej i Karaibów:
- 2019
- 2015

Puchar Panamerykański:
- 2016[2]
- 2017, 2018, 2019